# Stasin (powiat sokołowski)
Stasin – wieś w Polsce położona w województwie mazowieckim, w powiecie sokołowskim, w gminie Sabnie. Ma status sołectwa.
W latach 1975–1998 miejscowość należała administracyjnie do województwa siedleckiego.
Mieszkańcy wyznania rzymskokatolickiego należą do parafii Najświętszego Zbawiciela w Zembrowie.
5 czerwca 1942 500-osobowy niemiecki oddział spacyfikował wieś. Niemcy zamordowali 9 mężczyzn a ich zabudowania spalili.